# Мађарска на Европском првенству у атлетици у дворани 2021.
Мађарска је учествовала на 36. Европском првенству у дворани 2021 који се одржао у Торуњу, Пољска, од 4. до 7. марта. Ово је било тридесет шесто европско првенство у дворани на коме је Мађарска учествовала, односно учествовала је на свим првенствима до данас. Репрезентацију Мађарске представљало је 23 такмичара (15 мушкараца и 8 жена) који су се такмичили у 13 дисциплина (7 мушких и 6 женских).
На овом првенству Мађарска је делила 20 место по броју освојених медаља са 1 бронзаном медаљом. У табели успешности према броју и пласману такмичара који су учествовали у финалним такмичењима (првих 8 такмичара) Мађарска је са 5 учесника у финалу заузела 19 место са 12 бодова.
| Пл. | Земља    | 1. место | 2. место | 3. место | 4. место | 5. место | 6. место | 7. место | 8. место | Бр. фин.-Бод. |
| --- | -------- | -------- | -------- | -------- | -------- | -------- | -------- | -------- | -------- | ------------- |
| 19. | Мађарска | –        | –        | 1–6      | –        | –        | 1–3      | –        | 3–3      | 4–12          |

## Учесници
| Мушкарци: - Бенце Борос — 60 м - Тамаш Мате — 60 м - Доминик Иловски — 60 м - Даниел Хулер — 400 м - Балаж Виндич — 800 м - Тамаш Кази — 800 м - Сеги Иштван — 1.500 м - Мартон Папаи — 1.500 м - Герго Киш — 1.500 м - Балаж Баји — 60 м препоне - Балинт Селеш — 60 м препоне - Данијел Јанковић — Скок увис - Кристоф Пап — Скок удаљ | Жене: - Анастасиа Нгуиен — 60 м - Надхази Евелин — 400 м - Викторија Вагнер-Ђуркес — 3.000 м - Луца Козак — 60 м препоне - Грета Керекеш — 60 м препоне - Диана Лести — Скок удаљ - Ксенија Крижан — Петобој - Рита Немес — Петобој |  |

## Освајачи медаља (1)

### Бронза (1)
Ксенија Крижан — Петобој

## Резултати

### Мушкарци
| Атлетичар        | Дисциплина   | Лични рекорд | Квалификације       | Квалификације | Полуфинале            | Полуфинале            | Финале                                   | Финале       | Детаљи                                   |
| Атлетичар        | Дисциплина   | Лични рекорд | Резултат            | Место         | Резултат              | Место                 | Резултат                                 | Место        | Детаљи                                   |
| ---------------- | ------------ | ------------ | ------------------- | ------------- | --------------------- | --------------------- | ---------------------------------------- | ------------ | ---------------------------------------- |
| Бенце Борос      | 60 м         | 6,62         | 6,67 (.665) КВ      | 2. у гр. 3    | 6,69 (.682)           | 3. у гр. 3            | Није се квалификовао                     | 20 / 63 (65) |                                          |
| Тамаш Мате       | 60 м         | 6,73         | 6,78 (.771)         | 5. у гр. 4    | Нису се квалификовали | Нису се квалификовали | Нису се квалификовали                    | 40 / 63 (65) |                                          |
| Доминик Иловски  | 60 м         | 6,72         | 6,80 (.799)         | 4. у гр. 7    | Нису се квалификовали | Нису се квалификовали | Нису се квалификовали                    | 48 / 63 (65) |                                          |
| Даниел Хулер     | 400 м        | 46,85        | 48,52               | 6. у гр. 3    | Нису се квалификовали | Нису се квалификовали | Нису се квалификовали                    | 47 / 48 (49) |                                          |
| Балаж Виндич     | 800 м        | 1:46,20      | 1:50,40             | 5. у гр. 3    | Нису се квалификовали | Нису се квалификовали | Нису се квалификовали                    | 27 / 39      |                                          |
| Тамаш Кази       | 800 м        | 1:47,48      | 1:51,85             | 7. у гр. 1    | Нису се квалификовали | Нису се квалификовали | Нису се квалификовали                    | 35 / 39      |                                          |
| Сеги Иштван      | 1.500 м      | 3:37,55 НР   | 3:39,10 кв          | 4. у гр. 2    |                       |                       | 3:40,40                                  | 8 / 50 (51)  |                                          |
| Мартон Папаи     | 1.500 м      | 3:44,30      | 3:45,63             | 9. у гр. 4    | Нису се квалификовали | 40 / 50 (51)          | Архивирано на веб-сајту (30. април 2021) |              |                                          |
| Герго Киш        | 1.500 м      | 3:44,41      | 3:47,96             | 13. у гр. 3   | Нису се квалификовали | 45 / 50 (51)          | Архивирано на веб-сајту (30. април 2021) |              |                                          |
| Балаж Баји       | 60 м препоне | 7,53 НР      | 7,70 (.691) КВ, ЛРС | 2. у гр. 5    | Нису се квалификовали | 7,73 (.721)           | 3. у гр. 2                               | 10 / 35      | Архивирано на веб-сајту (30. април 2021) |
| Балинт Селеш     | 60 м препоне | 7,88         | 7,97 (.961)         | 8. у гр. 1    | Није се квалификовао  | Није се квалификовао  | Није се квалификовао                     | 32 / 35      |                                          |
| Данијел Јанковић | Скок увис    | 2,24         | 2,21 КВ             | 8.            |                       |                       | 2,19                                     | 8 / 14       |                                          |
| Кристоф Пап      | Скок удаљ    | 7,89         | 7,66                | 10.           | Није се квалификовао  | 10 / 14               | Архивирано на веб-сајту (30. април 2021) |              |                                          |

### Жене
| Атлетичарка             | Дисциплина   | Лични рекорд | Квалификације  | Квалификације | Полуфинале            | Полуфинале            | Финале                | Финале       | Детаљи                                   |
| Атлетичарка             | Дисциплина   | Лични рекорд | Резултат       | Место         | Резултат              | Место                 | Резултат              | Место        | Детаљи                                   |
| ----------------------- | ------------ | ------------ | -------------- | ------------- | --------------------- | --------------------- | --------------------- | ------------ | ---------------------------------------- |
| Анастасиа Нгуиен        | 60 м         | 7,37         | 7,50           | 8. у гр. 3    | Нису се квалификовале | Нису се квалификовале | Нису се квалификовале | 36 / 37 (40) | Архивирано на веб-сајту (30. април 2021) |
| Надхази Евелин          | 400 м        | 53,52        | 55,11          | 5. у гр. 6    | Нису се квалификовале | Нису се квалификовале | Нису се квалификовале | 39 / 39      | Архивирано на веб-сајту (30. април 2021) |
| Викторија Вагнер-Ђуркес | 3.000 м      | 8:55,45 НР   | 8:55,72        | 3. у гр. 2    |                       |                       | 9:02,81               | 10 / 22 (25) |                                          |
| Луца Козак              | 60 м препоне | 7,97         | 8,04 (.034) КВ | 1. у гр. 2    | 7,98 (.979) кв        | 3. у гр. 2            | 8,01                  | 8 / 40 (44)  | Архивирано на веб-сајту (30. април 2021) |
| Грета Керекеш           | 60 м препоне | 8,02         | 8,21 (.209)    | 5. у гр. 1    | Није се квалификовала | Није се квалификовала | Није се квалификовала | 25 / 40 (44) | Архивирано на веб-сајту (30. април 2021) |
| Диана Лести             | Скок удаљ    | 6.48 НР      | 6,18           | 16.           |                       |                       | Није се квалификовала | 16 / 17      |                                          |

#### Петобој
| Дисциплина   | Ксенија Крижан | Ксенија Крижан | Ксенија Крижан | Ксенија Крижан | Ксенија Крижан | Ксенија Крижан |
| Дисциплина   | Лич. рек.      | Резултат       | Бод.           | Плас.          | Укупно         | Плас.          |
| ------------ | -------------- | -------------- | -------------- | -------------- | -------------- | -------------- |
| 60 м препоне | 8,30           | 8,27 (.261) ЛР | 1.068          | 3.             | 1.068          | 3.             |
| Скок увис    | 1,81           | 1,77 ЛРС       | 941            | 7.             | 2.009          | 3.             |
| Бацање кугле | 14,24          | 14,48 ЛР       | 826            | 2.             | 2.835          | 3.             |
| Скок удаљ    | 6,09           | 6,10 ЛР        | 880            | 7.             | 3.715          | 3.             |
| 800 м        | 2:15,08        | 2:12,49 ЛР     | 929            | 1.             | 4.644          | 3.             |
| Петобој      | 4.631          |                |                |                | 4.644 ЛР       |                |

| Дисциплина   | Рита Немес | Рита Немес | Рита Немес | Рита Немес | Рита Немес | Рита Немес  |
| Дисциплина   | Лич. рек.  | Резултат   | Бод.       | Плас.      | Укупно     | Плас.       |
| ------------ | ---------- | ---------- | ---------- | ---------- | ---------- | ----------- |
| 60 м препоне | 8,51       | 8,47 ЛР    | 1.024      | 8.         | 1.024      | 8.          |
| Скок увис    | 1,73       | 1,77 ЛР    | 941        | 5.         | 1.965      | 7.          |
| Бацање кугле | 13,41      | 13,72 ЛР   | 775        | 5.         | 2.740      | 6.          |
| Скок удаљ    | 6,29       | 5,97       | 840        | 8.         | 3.580      | 7.          |
| 800 м        | 2:12,48    | 2:14,04    | 906        | 4.         | 4.486      | 6.          |
| Петобој      | 4.532      |            |            |            | 4.486      | 6 / 10 (12) |